# ФК Звездара
ФК Звездара је српски фудбалски клуб из општине Звездара у Београду. Тренутно се такмичи у Српској лиги група Београд, Трећем такмичарском нивоу српског фудбала.
Клуб је основан 1951. као ФК Булбулдерац. Године 1960. променио је име у БСК, а од 1974. до 2002. звао се ОФК Звездара. Од 2002. до 2013. поново је носио назив Булбулдерац, да би у јулу 2013. године добио садашњи назив.

## Историја

### Настанак
Оснивачка скупштина је одржана 10. марта 1951, а клуб је назван ФК Булбулдерац, Северац је био други предлог. Први председник клуба је био Жика Димитријевић. У првој години клуб је играо само пријатељске утакмице, а прву првенствену утакмицу одиграо 1952. у Овчи и победио са 7:1. Клуб је за кратко време прешао три ранга и већ у сезони 1956/57. стигао до Подсавезне лиге, највишег ранга Београдског фудбалског подсавеза, али је клуб у првој сезони у тој лиги заузео последње 14. место и испао у Први разред.

### БСК
Након две сезоне где је клуб завршавао у врху табеле Првог разреда, у сезони 1959/60. осваја прво место и враћа се у Подсавезну лигу, ранг испод новоформиране Зонске лиге. За разлику од претходног пута, сада је био успешан и завршио на 4. месту. Клуб 1961. мења име у БСК. Већ наредне сезоне 1961/62. завршава на претпоследњем 11. месту у Подсавезној лиги и испада у Први разред, где је завршио на 2. месту, али због реорганизације такмичење наставља у Другој београдској лиги.
БСК 1963. осваја први значајнији трофеј победивши у финалу Купа Југославије за територију Београда Јединство из Земуна са 3:0. Након формирања Прве српске лиге те године, БСК се са освојеним 3. место због реорганизације пласирао у Прву београдску лигу. Наредне године БСК је освојио још један трофеј Купа Југославије на територији Београда, сада је у финалу са 2:0 побеђен Академац (клуб Војне академије). Клуб у сезони 1969/70. испада у Другу београдску лигу, али се тамо задржава само једну сезону и брзо се враћа у Прву београдску лигу.

### ОФК Звездара
Клуб 1974. мења име у ОФК Звездара. У првој сезони (1974/75) са новим именом клуб заузима 3. место и пролази у Београдску зонску лигу. Звездара све до сезоне 1982/83. игра у Београдској зони, када она постаје Друга српска лига (4. ранг). У Другој српској лиги клуб се клуб задржао неколико година, а у сезони 1992/93. након што је у Републичкој зонској лиги-група Београд заузео 3. место и преко баража улази у Прву српску лигу.
Дана 11. јула 1995. тадашњи председник и главни финансијер клуба Миша Никшић је убијен испред кафића „Миг“ на Звездари, а након њега управљање клубом је преузео Бранислав Тројановић. Звездара у сезони 1995/96. осваја друго место у Српској лиги Београда и пролази у Другу Б савезну лигу. Јесењи део сезоне 1996/97. клуб игра у Другој Б лиги, а услед доброг пласмана, пролећни део је наставио у Другој А лиги, где завршава на шестом месту.
У сезони 1997/98. игра у јединственој Другој савезној лиги, где завршава на другом месту иза Милиционара. Наредне сезоне 1998/99., која је била прекинута услед због НАТО бомбардовања СР Југославије, Звездара заузима 3. место иза Хајдука Лион и Чукаричког, који пролазе у Прву лигу.
У Другој лиги Исток у сезони 2000/01. Звездара осваја прво место и по први пут у клупској историји улази у Прву савезну лигу. Ипак пред почетак првенства 21. јула 2001. власник клуба Бранислав Тројановић Тројке је убијен. То је утицало и на резултате клуба, јер услед финансијских проблема клуб сезону завршава на 16. месту и испада у нижи ранг.
Коначно клуб је у лето 2002. пред почетак нове сезоне угашен фузијом са ФК Срем из Сремске Митровице.

### Булбулдерац
Око месец дана након гашења Звездаре, љубитељи тог клуба оснивају ФК Булбулдерац, који је наставио традицију ОФК Звездаре. Клуб такмичење почиње у сезони 2003/04. од Међуопштинске лиге. Затим се клуб за три сезоне преселио два ранга више, прво 2004/05. пролазе у 2. Београдску лигу, а 2006/07. у 1. Београдску лигу. Од сезоне 2010/11. Булбулдерац игра у Београдској зони (4. лига), а у првој сезони је заузео 10. место., а затим наредне две сезоне 7 и 9 место.

### Звездара
У јулу 2013. године клуб поново враћа име Звездара и под тим именом наставља да се такмичи у Београдској зони где у првој сезони под овим именом заузима 8. место. У сезони 2014/15 освојили су 10. место. Наредне сезоне клуб осваја 9. место док у сезони 2016/17 заузима 6. место што је најбољи пласман до тог тренутка. У сезони 2017/18 клуб заузима 2. место и након осам сезона проведених у Београдској зони обезбеђује пласман у Српску лигу Београд.

## Последње сезоне

### Звездара
| Сезона   | Лига      | Позиција | ИГ | П  | Н | И  | ДГ | ПГ | Бод. | Куп СР Југославије   | Напомена                    |
| -------- | --------- | -------- | -- | -- | - | -- | -- | -- | ---- | -------------------- | --------------------------- |
| 1998/99. | 2 - Исток | 3.       | 21 | 13 | 3 | 5  | 47 | 18 | 42   | Није се квалификовао | 1                           |
| 1999/00. | 2 - Север | 4        | 34 | 19 | 4 | 11 | 54 | 37 | 61   | Није се квалификовао |                             |
| 2000/01. | 2 - Исток | 1.       | 34 | 29 | 3 | 2  | 97 | 20 | 90   | Није се квалификовао | Промовисан у виши ранг.     |
| 2001/02. | 1. лига   | 16.      | 34 | 7  | 8 | 19 | 35 | 64 | 29   | Није се квалификовао | Испао, спојио се са ФК Срем |

1 Првенство прекинуто због бомбардовања 1999.

### Булбулдерац
| Сезона   | Лига               | Позиција | ИГ | П  | Н  | И  | ДГ | ПГ | Бод. | Куп Србије у фудбалу | Напомена                |
| -------- | ------------------ | -------- | -- | -- | -- | -- | -- | -- | ---- | -------------------- | ----------------------- |
| 2006/07. | 2. Београдска лига | 2.       | 32 | 21 | 7  | 4  | 88 | 27 | 70   | Није се квалификовао | Промовисан у виши ранг. |
| 2007/08. | 1. Београдска лига | 10.      | 34 | 13 | 8  | 13 | 50 | 44 | 47   | Није се квалификовао |                         |
| 2008/09. | 1. Београдска лига | 5.       | 34 | 16 | 7  | 11 | 51 | 33 | 55   | Није се квалификовао |                         |
| 2009/10. | 1. Београдска лига | 2.       | 34 | 24 | 6  | 4  | 82 | 34 | 78   | Није се квалификовао | Промовисан у виши ранг. |
| 2010/11. | Београдска зона    | 10.      | 34 | 10 | 11 | 13 | 38 | 47 | 41   | Није се квалификовао |                         |
| 2011/12. | Београдска зона    | 7.       | 34 | 13 | 10 | 11 | 45 | 43 | 49   | Није се квалификовао |                         |
| 2012/13. | Београдска зона    | 9.       | 32 | 13 | 7  | 12 | 38 | 39 | 46   | Није се квалификовао |                         |

### Звездара
| Сезона   | Лига                | Позиција | ИГ | П  | Н  | И  | ДГ | ПГ | Бод. | Куп Србије у фудбалу | Напомена                   |
| -------- | ------------------- | -------- | -- | -- | -- | -- | -- | -- | ---- | -------------------- | -------------------------- |
| 2013/14. | Београдска зона     | 8.       | 30 | 10 | 11 | 9  | 36 | 30 | 41   | Није се квалификовао |                            |
| 2014/15. | Београдска зона     | 10.      | 28 | 10 | 5  | 13 | 32 | 48 | 35   | Није се квалификовао |                            |
| 2015/16. | Београдска зона     | 9.       | 28 | 8  | 8  | 12 | 24 | 36 | 32   | Није се квалификовао |                            |
| 2016/17. | Београдска зона     | 6.       | 30 | 12 | 10 | 8  | 36 | 36 | 46   | Није се квалификовао |                            |
| 2017/18. | Београдска зона     | 2.       | 30 | 21 | 5  | 4  | 68 | 26 | 68   | Није се квалификовао | Промовисан у виши ранг.    |
| 2018/19. | Српска лига Београд | 7.       | 30 | 12 | 7  | 11 | 36 | 38 | 43   | Није се квалификовао |                            |
| 2019/20. | Српска лига Београд | 2.       | 17 | 9  | 2  | 6  | 38 | 26 | 29   | Није се квалификовао | Лига прекинута због Короне |
| 2020/21. | Српска лига Београд | 5.       | 38 | 15 | 15 | 8  | 61 | 41 | 60   | Није се квалификовао |                            |
| 2021/22. | Српска лига Београд | 12.      | 30 | 9  | 7  | 14 | 30 | 41 | 34   | Није се квалификовао |                            |
| 2022/23. | Српска лига Београд | 4.       | 30 | 12 | 8  | 10 | 39 | 35 | 44   | Није се квалификовао |                            |

## Познати бивши играчи
- Александар Станојевић
- Ђорђе Томић
- Небојша Вучичевић
- Ранко Стојић
- Ђорђе Серпак
- Ивица Краљ
- Немања Петковић
- Марко Девић
- Стево Глоговац
- Арсен Маријан
- Саша Марковић
- Иван Ранђеловић
- Митар Новаковић
- Лука Милуновић
- Ненад Настић
- Дарко Ловрић